# Guillermo Francella
Guillermo Héctor Francella (Buenos Aires, 14 de febrero de 1955) es un actor, comediante, productor y director argentino de cine, teatro y televisión. Considerado uno de los actores más influyentes de su país, protagonizó y participó en algunas de las películas más exitosas y populares de la Argentina y Latinoamérica.
Entre todas las producciones cinematográficas de su carrera, se destacan Un argentino en Nueva York (1998), Rudo y Cursi (2008), El secreto de sus ojos (2009, que obtuvo el premio Óscar a la Mejor película de habla no inglesa), Corazón de León, (2013) El Clan (2015), El robo del siglo (2020) y Homo Argentum (2025). Además, trabajó en las series y programas de televisión Brigada Cola (1992-1994), La familia Benvenuto (1991-1995), Poné a Francella (2001-2002), Casados con hijos (2005-2006), El hombre de tu vida (2011-2012) y El encargado (2022-presente).
Entre sus reconocimientos se incluyen once nominaciones al premio Martín Fierro, seis de las cuales ganó, tres al premio Sur y el Cóndor de Plata, que ganó en 2010 como mejor actor de reparto, y el Premio Platino por su interperación de Arquímedes Puccio en El Clan. En 2025, recibió el Premio Retrospectiva del Festival de Málaga.

## Biografía

### Inicios
Hijo de Adelina Redondo y Ricardo Héctor Francella, es el menor de dos hermanos. Su padre era un empleado bancario, profesor de gimnasia y entrenador de levantamiento de pesas en Racing Club. Pasó sus primeros dos años de vida en el barrio porteño de Villa del Parque y más tarde la familia se mudó a la localidad de Beccar, partido de San Isidro, en la zona norte del Gran Buenos Aires donde Francella vivió el resto de su infancia. La casa estaba ubicada al lado de la de sus abuelos paternos, Domenico y Zaída; su abuelo era un inmigrante italiano que había llegado a Argentina proveniente de Falconara Albanese (Calabria) y cuyo apellido original era Frangella. Durante su juventud se vio influenciado por el cine italiano y la literatura; Francella recordó: «Mis padres no tenían un interés particular en esos temas. Sí nos estimulaban a explorar aquello que nos interesaba».
Asistió y se recibió de bachiller en el Instituto 20 de Junio de San Isidro en 1972. Su primer acercamiento a la actuación fue después de terminar la secundaria cuando realizó junto a algunos compañeros una obra de teatro, la comedia Charlatanes de Julio F. Escobar. Participó como extra en el filme Los caballeros de la cama redonda (1973) que protagonizó Alberto Olmedo. Posteriormente, aunque quería estudiar teatro, continuó estudiando periodismo. Consiguió un título de periodista después de estudiar tres años y más tarde comenzó a trabajar para la revista Gente, donde se desempeñó como periodista durante tres meses antes de ser despedido. Además trabajó como vendedor en una tienda de ropa, como vendedor de seguros y fue socio de una inmobiliaria junto a su tío. A principios de los años 1980 actuó en un comercial de Cinzano. Su padre falleció cuando él tenía veintiséis años de edad, lo que significó un golpe «muy fuerte» para la familia. Francella es católico no practicante.

### Década 1980: Inicios en televisión y primeras películas cómicas
Debutó en televisión en 1980, con Los hnos. Torterolo y luego formó parte de Historia de un trepador. En 1983 participó en Matrimonios y algo más por canal 13 como actor de reparto. En 1985 filmó su primera película, El telo y la tele. Participó en otras series de televisión de los años 1980, como El infiel, interpretando el papel de Felipe durante un año.
En 1986, filmó tres películas, El veredicto ( El Caso De: El Vidente ) Del Director Rodolfo Ledo, Camarero nocturno en Mar del Plata y Las colegialas. También actuó en series de televisión, como El lobo y Juegos prohibidos. Su carrera como actor de televisión y cine continuó durante los siguientes años con películas como Los pilotos más locos del mundo, Paraíso relax y Bañeros II, la playa loca, que tuvo su tercera parte en 2006.
Su primer gran éxito en televisión fue la telecomedia De carne somos, emitida por Canal 13 en 1988. Luego de esta tira protagonizó Dalo por hecho, emitida por Canal 13 e interpretaba a un chanta argentino. En 1989 participó en uno de sus más grandes éxitos: Los extermineitors, película que parodiaba a los filmes de acción de la década de 1980. Al año siguiente, filmó la segunda parte de dicho film, Los extermineitors II. También, en 1992 interpretó al personaje Francachella (no por casualidad similar a su verdadero apellido) en Brigada Cola donde tenía un perro que se llamaba "Tronco".

### Década 1990:La familia Benvenutoy éxito en comedia
Durante los tempranos años 1990, grabó dos partes más de la película Los extermineitors, formando una saga que concluyó con la cuarta parte en el verano austral de 1992. También realizó dos series de gran éxito, La familia Benvenuto y Un hermano es un hermano, junto a Javier Portales. Cuando retornó al trabajo, su fama había crecido, incluso internacionalmente, por lo cual su siguiente serie, Naranja y media (1997), fue traducida y transmitida en varios países de habla inglesa, con el nombre de My Better Halves. Su siguiente película, Un argentino en New York (1998), fue filmada en España y Estados Unidos; protagonizada junto a la uruguaya Natalia Oreiro, se convirtió en uno de los más grandes éxitos del cine argentino.
En 1999, le llegaría otro desafío, la serie Trillizos, dijo la partera junto a la actriz Laura Novoa. En esta ocasión, debió interpretar a tres hermanos porteños: Luigi, Marcelo y Enzo, que integraban una clásica familia de raíces italianas, pero a su vez, cada uno con una personalidad diferente que los caracterizaba.

### Años 2000: Comedia, cine y teatro musical con Enrique Pinti
En 2000 filmó Papá es un ídolo, traducida al inglés con el nombre de Daddy is My Idol, en esta película actuaba Manuel Bandera y Millie Stegman.
Volvió a la televisión en 2001, en uno de los más definitivos papeles de su carrera, en el programa cómico Poné a Francella, donde tomaba parte en varios sketchs junto a su elenco. Tuvo dos temporadas y se transmitió hasta diciembre de 2002. Allí compartió elenco junto a Gabriel Goity, Manuel Wirtz, René Bertrand, Toti Ciliberto, Alberto Fernández de Rosa, Roberto Carnaghi, Cecilia Milone, Florencia Peña, Andrea Frigerio, Mariana Briski y con recién surgidas modelos como Julieta Prandi, Pamela David y Luciana Salazar. Las repeticiones se transmitieron hasta 2006 durante los fines de semana en Argentina, mientras que en otros países de Latinoamérica y Estados Unidos se televisó hasta finales de 2004.
En 2003, filmó en Cuba, Un día en el paraíso, película en la que Francella interpretó dos personajes: Reynaldo y Roy. Ese año protagonizó la comedia unitaria, Durmiendo con mi jefe, junto a Luis Brandoni en El trece. Su siguiente película, Papá se volvió loco, fue estrenada en 2005 y se transformó en un éxito en los cines.
Desde 2005 trabajó en la serie Casados con hijos, versión argentina de la estadounidense Married... with Children, interpretando el papel de Pepe Argento. Dicha serie tuvo dos temporadas (2005 y 2006). Por ese papel, en la primera temporada, APTRA le otorgó el Premio Martín Fierro al «mejor actor protagónico de comedia», y en la segunda temporada, volvió a ser nominado pero perdió contra Facundo Arana.
En 2005 Guillermo da un giro en su carrera y protagoniza junto a Enrique Pinti y gran elenco en el teatro Lola Membrives de Buenos Aires la comedia musical de Mel Brooks Los Productores obra con un gran éxito en Broadway. Fue el debut de Francella en una comedia musical, ya que Pinti era un actor más experimentado en el género. La obra tuvo tal éxito que fue llevada al Teatro Auditorium de Mar del Plata y fue en ese entonces ganadora de varios premios "Estrella de Mar" incluyendo a Enrique Pinti ganador del mayor galardón como mejor actor de comedia.
En 2007, protagonizó una nueva película cómica, Incorregibles, junto a Dady Brieva y Gisela Van Lacke. Fue un éxito, pero recibió críticas negativas. En 2008, hizo una participación especial en el capítulo final de la telenovela Vidas robadas que llegó a ganar el Premio Martín Fierro de Oro 2008. A finales de año, viajó a México para protagonizar Rudo y Cursi, junto a los actores mexicanos Gael García Bernal y Diego Luna.. Batió récords de taquilla y se transformó en una película clásica del cine mexicano.
En 2009, protagonizó junto a Ricardo Darín y Soledad Villamil El secreto de sus ojos, que llegó a ser vista por dos millones de espectadores, la más vista del año. Fue galardonada con un Premio Óscar a la mejor película de habla no inglesa. También este año protagonizó en el teatro Astral la comedia musical de Mel Brooks El joven Frankenstein junto a Omar Calicchio, Laura Oliva, Pablo Sultani y un gran elenco; con dirección de Ricky Pashkus y adaptación de Enrique Pinti.

### Años 2010:Corazón de LeónyEl Clan
En 2011, volvió a la pantalla chica con la comedia El hombre de tu vida donde hizo el papel de Hugo, un hombre afectado por la crisis de la mediana edad. Además, junto a Arturo Puig, protagonizó la película de Ana Katz, Los Marziano. En 2012 se estrenó la película ¡Atraco!, que protagonizó junto a Nicolás Cabré y Amaia Salamanca bajo la dirección de Eduard Cortés, personificando a un peronista llamado Merello. Además, tuvo un pequeño papel en la película El vagoneta en el mundo del cine.
Protagonizó la película romántica de Marcos Carnevale, Corazón de León, donde interpretó a un hombre de baja estatura que se enamora de una abogada divorciada (Julieta Díaz). Por esta interpretación recibió su segunda nominación al premio Cóndor de Plata, esta vez como mejor actor. Además fue nominado al premio Sur.
En 2014, protagonizó junto a Inés Estévez y Alejandro Awada la película dirigida por Daniel Burman, El misterio de la felicidad, donde hace un papel de un hombre que busca a su amigo (Fabián Arenillas) desaparecido. Además, volvió al teatro de la mano de Adrián Suar con Dos pícaros sinvergüenzas donde encarna a Lawrence Williams un hombre que estafa a mujeres junto con su compañero. La obra fue la más vista de la temporada.
En 2015, protagonizó El Clan, en el rol de Arquímedes Puccio, junto a Peter Lanzani en el rol de Alejandro Puccio, basada en los asesinatos cometidos por el Clan Puccio a comienzos de los años 1980.

### Años 2020:El robo del sigloyHomo Argentum
En 2020, protagonizó El robo del siglo. Basada en el robo al Banco Río de Acassuso, la película recibió críticas favorables y se convirtió en una de las producciones cinematográficas más vistas de todo el año. Por su interpretación, Francella obtuvo el premio a la Mejor interpretación masculina en el Festival Internacional de Cinema de Begur Costa Brava.
En 2022 realizó una producción junto a Netflix llamada Granizo, de que fue protagonista. El film cómico se filmó en paisajes de las ciudades de Buenos Aires y Córdoba.
Mientras que en enero de 2023 se espera que vuelva junto al elenco de Casados con hijos al teatro Gran Rex para hacer una función especial.
En 2025, participó de la película Homo Argentum (2025), donde interpreta a 16 personajes diferentes a través de una serie de relatos breves que exploran diversas facetas de la identidad argentina.

## Vida personal
Desde 1989 hasta 2024 estaba casado con María Inés Breña, con quien tiene dos hijos: Nicolás, nacido en 1990, y Johanna, nacida en 1993, ambos actores.

## Filmografía

### Cine
| Año  | Título                                    | Personaje                    |
| ---- | ----------------------------------------- | ---------------------------- |
| 1973 | Los caballeros de la cama redonda         | Extra                        |
| 1985 | El telo y la tele                         | Diputado Giménez Torrado     |
| 1986 | Brigada explosiva                         | Pelícano                     |
| 1986 | Camarero nocturno en Mar del Plata        | Salvador                     |
| 1986 | Las colegialas se divierten               | Profesor Di Pietro           |
| 1987 | Los bañeros más locos del mundo           | Guillermo                    |
| 1987 | Johny Tolengo, el majestuoso              | Socio de Baltazar            |
| 1988 | Los pilotos más locos del mundo           | Profesor Lungo               |
| 1988 | Paraíso Relax (Casa de masajes)           | Daniel Taratelli             |
| 1989 | Bañeros II, la playa loca                 | Guillermo                    |
| 1989 | Los extermineitors                        | Guillermo                    |
| 1990 | Extermineitors II, la venganza del dragón | Guillermo                    |
| 1991 | Extermineitors III, La gran pelea final   | Guillermo                    |
| 1991 | El travieso                               | Julio Mustafá                |
| 1992 | Extermineitors IV, como hermanos gemelos  | Guillermo                    |
| 1998 | Un argentino en New York                  | Franco de Ricci              |
| 1999 | Esa maldita costilla                      | Taxista (Cameo)              |
| 2000 | Papá es un ídolo                          | Pablo                        |
| 2003 | Un día en el paraíso                      | Reynaldo/Roy                 |
| 2005 | Papá se volvió loco                       | Juan Gentille                |
| 2006 | Bañeros 3: Todopoderosos                  | Guillermo                    |
| 2007 | Incorregibles                             | Pablo                        |
| 2008 | Rudo y Cursi                              | Darío "Batuta" Vidali        |
| 2008 | Un novio para mi mujer                    | Empleado de una inmobiliaria |
| 2009 | El secreto de sus ojos                    | Pablo Sandoval               |
| 2011 | Los Marziano                              | Juan Marziano                |
| 2012 | El vagoneta en el mundo del cine          | Él mismo                     |
| 2012 | ¡Atraco!                                  | Merello                      |
| 2013 | Corazón de León                           | León Godoy                   |
| 2014 | El misterio de la felicidad               | Santiago                     |
| 2015 | El Clan                                   | Arquímedes Puccio            |
| 2017 | Los que aman, odian                       | Dr. Enrique Hubermann        |
| 2018 | Animal                                    | Antonio Decoud               |
| 2018 | Mi obra maestra                           | Arturo Silva                 |
| 2019 | Olmedo, el rey de la risa                 | Él mismo                     |
| 2020 | El robo del siglo                         | Mario Vitette                |
| 2022 | Granizo                                   | Miguel Flores                |
| 2022 | La gallina Turuleca                       | Armando Tramas               |
| 2023 | La extorsión                              | Alejandro Petrossián         |
| 2023 | Muchachos, la película de la gente        | Narrador                     |
| 2025 | Homo Argentum                             | Varios personajes            |

### Televisión
| Año           | Título                           | Personaje                    | Canal   | Notas                                          |
| ------------- | -------------------------------- | ---------------------------- | ------- | ---------------------------------------------- |
| 1980          | Los hermanos Torterolo           |                              |         |                                                |
| 1982          | Todos los días la misma historia | Carnicero                    |         |                                                |
| 1983          | Matrimonios y algo más           | Varios                       |         | Actor de reparto                               |
| 1984          | Historia de un trepador          |                              |         | Actor de reparto                               |
| 1985          | El infiel                        | Felipe                       |         | Actor de reparto                               |
| 1986          | Juegos prohibidos                |                              |         |                                                |
| 1986          | El lobo                          | Lalo                         |         | Actor de reparto                               |
| 1987          | Buena plata                      |                              |         | Coprotagonista                                 |
| 1987          | Paremos la mano                  |                              |         | Coprotagonista                                 |
| 1988-1989     | De carne somos                   | Ricardo Rípoli               |         | Protagonista                                   |
| 1990          | Yo tenía un plazo fijo           | Pancho                       |         | Protagonista                                   |
| 1990          | Dalo por hecho                   | Atilio Bartolomé Cartuja     |         | Protagonista                                   |
| 1990          | La bonita pagina                 |                              | Canal 7 |                                                |
| 1991-1995     | La familia Benvenuto             | Guille                       |         | Protagonista                                   |
| 1992-1993     | Brigada cola                     | Francachella                 |         | Protagonista                                   |
| 1993          | Peor es nada                     | Aldeano                      |         | Invitado en el especial La que te Heidi        |
| 1994-1995     | Un hermano es un hermano         | Bruno                        |         | Protagonista                                   |
| 1997          | Naranja y media                  | Juan Guerrero                |         | Protagonista                                   |
| 1999          | Trillizos, dijo la partera       | Marcelo/Luigi/Enzo Scarpelli |         | Protagonista                                   |
| 2000          | Tiempo final                     | Miguel                       |         | Ep: "La última cena"                           |
| 2000          | Tiempo final                     | Martín                       |         | Ep: "Los amigos"                               |
| 2001          | EnAmorArte                       | Profesor de remo             |         | Participación especial                         |
| 2001-2002     | Poné a Francella                 | Varios                       |         | Protagonista                                   |
| 2002          | Infieles                         | Marcos Marini                |         | Ep: "Las mujeres de mis amigos no tienen sexo" |
| 2003          | Durmiendo con mi jefe            | Oscar Tzisca                 |         | Protagonista                                   |
| 2004          | Los pensionados                  | Plomero                      |         | Cameo                                          |
| 2004          | La niñera                        | Sambucetti                   |         | Cameo                                          |
| 2005-2006     | Casados con hijos                | José "Pepe" Argento          |         | Protagonista                                   |
| 2007          | Alejo y Valentina                | Él mismo                     |         | Cameo                                          |
| 2008          | Vidas robadas                    | Claudio Kurtz                |         | Participación especial                         |
| 2009          | Revelaciones                     | Psicólogo                    |         | Participación especial                         |
| 2011-2012     | El hombre de tu vida             | Hugo Bermúdez                |         | Protagonista                                   |
| 2018          | El host                          | Él mismo                     |         | Participación especial                         |
| 2022-presente | El encargado                     | Eliseo Basurto               |         | Protagonista                                   |
| 2023          | Nada                             | Tito Barsamián               |         | Ep: "La verdad de la milanesa"                 |

## Obras de teatro
| Año       | Título |
| --------- | --- |
| 1988      | Los salvajes deseos de mi marido                                                                                  |
| 1988-1989 | Al fin y al cabo... de carne somos                                                                                |
| 1991      | Dos señores malcriados                                                                                            |
| 1992      | Pijamas |
| 1993      | Aguante, Brigada!                                                                                                 |
| 2001      | La cena de los tontos, junto a Adrián Suar                                                                        |
| 2005-2006 | Los productores, junto a Enrique Pinti                                                                            |
| 2009      | La cena de los tontos, junto a Adrián Suar                                                                        |
| 2009      | El joven Frankenstein                                                                                             |
| 2010      | Los reyes de la risa, junto a Alfredo Alcón                                                                       |
| 2014      | Dos pícaros sinvergüenzas, junto a Adrián Suar                                                                    |
| 2016      | Nuestras mujeres, junto a Arturo Puig y Jorge Marrale                                                             |
| 2019      | Perfectos desconocidos (director)                                                                                 |
| 2023      | Casados con hijos, junto a Florencia Peña, Luisana Lopilato, Darío Lopilato, Marcelo De Bellis y Jorgelina Aruzzi |

## Videoclips
| Año  | Título         | Artista        |
| ---- | -------------- | -------------- |
| 1998 | Que sí, que sí | Natalia Oreiro |
| 2023 | Bizapop        | Bizarrap       |

## Premios y nominaciones
Premios Cóndor de Plata
| Año  | Categoría              | Trabajo nominado       | Resultado |
| ---- | ---------------------- | ---------------------- | --------- |
| 2010 | Mejor actor de reparto | El secreto de sus ojos | Ganador   |
| 2014 | Mejor actor            | Corazón de león        | Nominado  |
| 2016 | Mejor actor            | El Clan                | Nominado  |

Premios Platino
| Año  | Categoría                                          | Trabajo nominado | Resultado |
| ---- | -------------------------------------------------- | ---------------- | --------- |
| 2016 | Premio Platino a la mejor interpretación masculina | El Clan          | Ganador   |

Premios Sur
| Año  | Categoría              | Trabajo nominado       | Resultado |
| ---- | ---------------------- | ---------------------- | --------- |
| 2009 | Mejor actor de reparto | El secreto de sus ojos | Ganador   |
| 2013 | Mejor actor            | Corazón de león        | Nominado  |
| 2015 | Mejor actor            | El clan                | Nominado  |

Premios Clarín
| Año  | Categoría                      | Trabajo nominado       | Resultado |
| ---- | ------------------------------ | ---------------------- | --------- |
| 2009 | Mejor actor de reparto en cine | El secreto de sus ojos | Ganador   |

Premio Festival Internacional de Cinema de Begur Costa Brava
| Año  | Categoría                      | Trabajo nominado  | Resultado |
| ---- | ------------------------------ | ----------------- | --------- |
| 2020 | Mejor Interpretación Masculina | El robo del siglo | Ganador   |

Medallas del Círculo de Escritores Cinematográficos
| Año  | Categoría              | Trabajo nominado       | Resultado |
| ---- | ---------------------- | ---------------------- | --------- |
| 2009 | Mejor actor secundario | El secreto de sus ojos | Ganador   |

Premios Martín Fierro
| Año  | Categoría                                          | Programa nominado          | Resultado |
| ---- | -------------------------------------------------- | -------------------------- | --------- |
| 1988 | Mejor actor protagonista de comedia                | De carne somos             | Ganador   |
| 1992 | Mejor actor protagonista de comedia                | Brigada cola               | Nominado  |
| 1994 | Mejor actor protagonista de comedia                | La familia Benvenuto       | Nominado  |
| 1997 | Mejor actor protagonista de comedia                | Naranja y media            | Ganador   |
| 1999 | Mejor actor protagonista de comedia                | Trillizos, dijo la partera | Nominado  |
| 2002 | Mejor labor humorística                            | Poné a Francella           | Ganador   |
| 2003 | Mejor actor protagonista de comedia                | Durmiendo con mi jefe      | Nominado  |
| 2005 | Mejor actor protagonista de comedia                | Casados con hijos          | Ganador   |
| 2006 | Mejor actor protagonista de comedia                | Casados con hijos          | Nominado  |
| 2008 | Mejor participación especial en ficción            | Vidas robadas              | Ganador   |
| 2011 | Mejor actor protagonista de unitario y/o miniserie | El hombre de tu vida       | Nominado  |
| 2012 | Mejor actor protagonista de unitario y/o miniserie | El hombre de tu vida       | Ganador   |

Premio Konex
| Año  | Categoría                                                  | Resultado |
| ---- | ---------------------------------------------------------- | --------- |
| 2011 | Konex de Platino al mejor actor de televisión de la década | Ganador   |

Premio Estrella de Mar
| Año  | Categoría                                  | Trabajo nominado          | Resultado |
| ---- | ------------------------------------------ | ------------------------- | --------- |
| 2011 | Actuación Protagónica Masculina            | Los reyes de la risa      | Nominado  |
| 2015 | Actuación Protagónica Masculina de Comedia | Dos pícaros sinvergüenzas | Ganador   |
| 2015 | Premio Estrella de Mar de Oro              | Dos pícaros sinvergüenzas | Ganador   |

Premios Ariel
| Año  | Categoría              | Trabajo nominado | Resultado |
| ---- | ---------------------- | ---------------- | --------- |
| 2009 | Mejor actor de reparto | Rudo y Cursi     | Nominado  |

Otros reconocimientos
- "Huésped oficial" de Quilmes (Buenos Aires).[32]